# Broadgate Tower
La Torre Broadgate es un rascacielos localizado en el principal distrito financiero de Londres, la City de Londres. Su construcción comenzó en 2005 y finalizó en 2009 (cuatro años de duración), actualmente es el cuarto edificio más alto en la ciudad de Londres.
La construidón tuvo un coste estimado de 240 millones de £, la idea surgió en la década de 1980 para proporcionar alta especificación y espacio de oficinas en la Square Mile. La torre está situada en la esquina noreste del distrito, al norte de la estación de Liverpool Street.
La Torre Broadgate fue diseñada por Skidmore, Owings & Merrill y desarrollada por British Land. Utiliza los derechos de aire para su construcción de gran tamaño sobre la entrada de la estación Liverpool Street.
La torre se encuentra comunicada a través de las líneas de tren más importantes que circulan por la estación de Liverpool Street, por ello tardó más de lo que normalmente se espera de una torre de este tamaño en su construcción porque todo el trabajo tenía que ser suspendido cuando un tren se encontraba en las inmediaciones de la estación. Sin embargo, el núcleo de acero tiene la ventaja de un acabado más rápido que un núcleo de hormigón. Fue el primer rascacielos que se ha construido en Londres fuera de Churchill en Canary Wharf.
Variados objetos antiguos fueron encontrados durante la construcción del rascacielos, paralizando su construcción durante varios años.
El rascacielos se completó a principios de 2009, y se convirtió en un importante aporte a la ciudad de Londres, así como sentó los precedentes para futuros desarrollos en el área.